# R. Merville
R. Merville war ein französischer Hersteller von Automobilen.

## Unternehmensgeschichte
Das Unternehmen aus Asnières-sur-Seine begann 1920 mit der Produktion von Automobilen. Der Markenname lautete Le Tigre. 1923 endete die Produktion.

## Fahrzeuge
Im Angebot standen zwei Modelle. Der 10/12 CV verfügte über einen Vierzylindermotor von Fivet mit 1323 cm³ Hubraum und 30 PS Leistung. Ein anderes Modell hatte einen Einbaumotor von Altos mit 1327 cm³ Hubraum. Die Torpedo-Karosserie konnte mit einem Hardtop in eine geschlossene Karosserie verwandelt werden. Besonderheit war der Fahrersitz in der Mitte. Daneben befanden sich zwei weitere Sitze.